# 体癖
体癖（たいへき）とは、野口整体の創始者である野口晴哉が考案した人間の感受性の癖を表す概念。野口は診察の経験から、身体の重心の偏り・腰椎のゆがみと個人の生理的・心理的感受性（体質、体型、性格、行動規範、価値観など）が相互に作用していると考え、その傾向を12種類（10+2種類）に分類した。

## 概要
野口は、整体の施術（整体操法）を行うにつれ、特定の病気を患っている人物は特定の心理的・体質的・運動傾向を示すことが多いと気付き、それを契機としてさまざまな試行錯誤の末、昭和20年代後半に身体の偏り傾向による10種類と、過敏・遅鈍の2種からなる、計12種類の体癖の概念を確立した。以後、実際の整体指導の現場で応用されてきた。
ユングやクレッチマーによる気質分類やエニアグラムなどに近い部分もあるが、体癖の概念が対象とする範囲は個人の感受性・嗜好といった心理傾向にとどまらず、顔の形や体型といった身体的特徴から体重の偏りのような姿勢・運動特性も1番から5番までの5つの腰椎の状態と相関があると明確に主張している点が大きな特徴である。
| 体癖   | 鬱散要求体癖 | 集注要求体癖 | 運動の中心 となる腰椎 | 感受性の中心           |
| ------ | ------------ | ------------ | --------------------- | ---------------------- |
| 上下型 | 1種          | 2種          | 1番                   | 毀誉褒貶・頭脳         |
| 左右型 | 3種          | 4種          | 2番                   | 好き嫌いの感情・消化器 |
| 前後型 | 5種          | 6種          | 5番                   | 利害得失・呼吸器       |
| 捻れ型 | 7種          | 8種          | 3番                   | 勝ち負け・泌尿器       |
| 開閉型 | 9種          | 10種         | 4番                   | 愛憎・生殖器           |
| 遅速型 | 11種         | 12種         |                       |                        |

### 計測方法
個人がどの体癖を有しているかを知るためには、体重計を改良した体量配分計を用いる。体重分配計は、台の部分が左右に分割され、さらにそれぞれが右前、左前と後部に分割されるため、6つの体重計の上に股がって立つような状態となる。体重分配計によって立位・前屈などさまざまな姿勢を取ったときに体重が足のどの方向へ偏るかを調べれば、運動特性から体癖を割り出すことができるとする。これは体癖のタイプによって5つある腰椎のうち運動の中心となるものが異なり体勢のバランスの取り方に違いを生じるためであると説明される。
また、特別な道具を使わなくとも体格や姿勢、動作の特徴、および心理的な感受性傾向を調べることから体癖を推測できるとする
。

### 体癖と整体法
野口整体ではそれぞれの体癖に合わせて、偏りがひどいときのために、体癖修正用の体操をそれぞれ用意している。一般に成人してから以後は大きく体癖が変化することは稀であるが、各々の体癖と身体の状態に見合った整体法を行うことで、身体（体質や病なども含む）や心理的な状態を良好なコンディションへ移行し保つことが可能とされる。
なお、提唱者の野口晴哉自身は、9種に捻れ体癖が混じっており（下記、「複合体癖」参照）、夫人の野口昭子は1種体癖であったという。

## 鬱散と集注 - 奇数体癖と偶数体癖

### 鬱散要求体癖
1種、3種、5種、7種、9種、11種の奇数体癖は、主体的に余剰エネルギーを鬱散できるタイプとされている。

### 集注要求体癖
2種、4種、6種、8種、10種、12種の偶数体癖は、自ら余剰エネルギーを鬱散することが少なく、周りの環境に左右されやすく、エネルギーが欠乏すると他人の関心を集めることを欲求するという。

## 12種類の体癖分類
1種から10種までの体癖はそれぞれ特定の腰椎の運動特性と関係が深いとされる。11種と12種はやや特殊で、全体的な感受性の鋭さ、鈍さが特徴である。

### 上下型（頭脳型）1種・2種
腰椎1番でバランスを取り、毀誉褒貶が感受性の中心である。直立している時もお辞儀するときも体重が足の前にかかる。
太りにくく細長い体型で、首に特徴がある。非常に理屈っぽく、言葉に敏感であり被暗示性も強い。そのため、言葉やイメージからの思い込みだけで病気になったり健康になったりする。会話にリアリティがあり面白い。長い睡眠時間を要し、ストーリーのある夢をよく見る。前屈みの姿勢をとる場合は、首から上が前へ出ることが多い。大義名分や真理、ルールにこだわるため、当人が大義名分とみなせるだけの理由をみつけないと行動できない。上空から俯瞰するような視点で世界をとらえようとすることから、野口は上下型は最も野生味が少なく仙人のようだとも言っている。服装は地味なものを好むことが多い。
- 1種は余剰エネルギーの大脳昇華傾向が強い。常に言語によって世界をとらえようとする[8]（あらゆる物事を自分の言葉で説明することによって納得しようとする欲求が非常に強い）。積極的に新しいことを考えるのが好き（ただし自分の関心がない事柄には比較的反応しない[10]）だが、頭の中で答えが出てしまうと満足してしまってやる気を失う傾向がある。理屈が通らないことや大義名分がないと行動できない。エネルギーが余るとますます考えるようになり、行動しなくなる（1種に対して叱言を言う際には、自分で考えさせるように短く言うのが有効で、無理矢理押し付けようとすると相手の頭が悪いと思ってしまう[11]）。首が長くしっかりしている[10]が、疲れると首の後ろが痛くなる[1]。肩幅は狭く胸板は薄めで、四肢の筋肉はあまりつかない[10]。多くの男性は、程度の差こそあれ1種体癖の要素を持っているとみなす考え方があり、男性特有の感受性・思考特性として語られる特徴の多くは1種体癖の特徴であるとされる。音楽を聞くときは、旋律（メロディー）に注目しやすい。
- 2種は同じように考えることが得意だが、1種と異なって言葉よりもイメージ先行であり[10]、自ら言葉にまとめようとすると割り切れなくなり、思考が行き詰まる[12][8]。そして考えが行き詰まると胃の調子が悪くなるなどすぐに体に出る[1]。また1種と異なって受け身であり、自分で決めて自分の責任で行動することが難しく、他人の責任なら動き易い[1]。疲れると首の横の胸鎖乳突筋が痛くなる[1]。もしくはこめかみ（前頭部）に緊張を覚える場合も多い[12]。噂話や文章で書かれていることなどを受け入れやすく、一旦入ってしまうとなかなか修正できないところがある[1][13]。他人が考えたことを正確に記憶するのが得意である。外から来るものを忙しく感じ易く、心配性の傾向があり、あれこれ考えて対応に追われることが多い[13]。後頭部が絶壁で、顔の頬骨が目立つことが多い[10]。甘いものが好きな傾向にある[10]。家族への執着が一番強いタイプでもある[10]。

### 左右型（消化器型）3種・4種
腰椎2番でバランスを取り、生理的な好き嫌いの感情が感受性の中心である。
左右のどちらかの足に体重が大きく偏る。したがって靴底は片足だけが減りやすい。消化器を中心にした空間感覚で、空間に対する対立感が弱く、やわらかいコミュニケーションを得意とするのが特徴だが、これはふつうの人が会食をすることで緊張をとろうとする効果とよく似ている。
- 3種は胃腸が丈夫で食欲旺盛で料理好きであり、風邪を引いても食欲がなくならない[1]（心理的に盛りあがっても落ち込んでも大食して発散[10]。「食欲が歩いている」と言うくらいで、嬉しい時でも哀しい時でもよく食べる[1]）。感情表出が豊かで人当たりがよく、対人関係が得意[10]。片付けが苦手[1]。記憶力は良い（理解しなくても記憶ができる）[10]が、部分だけ見て他を忘れる傾向がある[13]。色彩感が豊か[8][1]で、音楽を聴くと音色に注意が行く[8][1]。理屈には弱い方で、物事を好き嫌いだけで判断する傾向が強い（この点で何もかも理屈で説明しようとする1種とは対照的だが、互いに理解できないだけに1種と3種の相性は非常によいとされる[13]）。権威ある人の話などを鵜呑みにしやすく、流行やブランド志向が強い傾向にある[1][10]。体型や顔はやわらかく丸い印象があり、腰が細く、色白の美人が多い[1]。庇われなくてはならなくなるような容貌や、甘え方が身についているとも言える[13]。男性と女性ではかなり印象が違って見えることが多く、男性の場合は清濁合わせ飲むというこだわらない性質が目立つ[1]。叱られた時に、叱られている内容よりも、声の色や相手の感情に反応してしまうため、説教が通じにくい[11]。多くの女性は程度の差こそあれ3種体癖の要素を持っているとみなす考え方があり、女性特有の感受性・思考特性として語られる特徴の多くは3種体癖の特徴であるとされる。

- 4種は感情的なのだが、内向しやすい。感情の起こりは速いが持続が出来ず、怒ってもすぐ後に笑っていたりする[1]。いつもなんとなくニコニコしていて、感情がよく分からない印象である[12]が、悪い感情は表に出ないまま残っていて、生理的な面に影響しており、周期的に下痢をおこしてバランスをとる[10]。3種と異なり、興奮や緊張したり疲れたりすると食欲が落ちる[10]。痩せ気味で骨ばっており胸板が薄目[10]、背中がまっすぐな姿勢のことが多く、やや怒り肩に見える場合が多い。太れない[10]。ファッションセンスがよく、清潔感を重視する[3]。マゾヒズム傾向があり、泣ける映画を観て一緒に泣いて発散したり、人から怒鳴られたりハッキリと言われたりするとスーッとしたりする[1]。動き全体が直線的で硬い[3]。

### 前後型（呼吸器型）5種・6種
腰椎5番でバランスを取り、利害得失が感受性の心である。直立している時は体重が足の前にかかるが、お辞儀をするときにお尻が飛び出して足の後ろに体重が移動する。
合理的で、損得計算が得意。肩に特徴があり、前屈み姿勢になることが多い。前屈み姿勢は、常に一歩先のことを意識しているとも言え、時間軸上の緊張感と関連がある。団塊の世代はじっとしていることが我慢できない前後型が多いという指摘がある。
- 5種は行動的な合理主義者でスポーツマンタイプであり、体型的に肩幅が広いV字型の胴体[10]。呼吸器が丈夫。ながら勉強を好んだり[4]、仕事を並行して進める特徴がある。目立ちたがり屋であり、人を集めてわいわい騒ぐことが好き。行動しながら考えるのを好み、じっとしているとかえって疲れ頭が働かない[1]。胸を張って反り返っていることが多い。気張りが多いため、人が見ているとついつい気取ってしまったり、威張ってしまったりする[1]。エネルギーが余るときは、無駄遣いや衝動買い、あるいは冒険をして発散することができる。あまりに合理的なために冷たい印象を受けることもある。所有欲が非常に強いが、所有してしまったものには関心がなくなる[3]。借金をしたりして、不安を抱えているときの方が活動的であり、満たされてしまうと怠惰になる[1]。音楽ではテンポ・リズムに気が向きやすい。
- 6種は呼吸器が過敏または弱く、あごを突き出したり肩が前へ出て前屈みな姿勢が多い。すぐにハーハーと息切れがする[1]。あごが尖っている、あるいはしゃくれていることが多い[1][3]。三白眼で目玉の白眼が目立つ傾向がある[10]。5種のように行動したいが、意識すればするほど肩に力が入り、ますます自分で思うような行動ができず（5種は肩に力が入ると行動できる）憂鬱になりやすく、熱い言葉を吐くことを好む。逆に本人にとって無意識的に、肩に力が入らない状態であっさりと行動してしまったりする[1]。新鮮な環境を好み[10]、非日常的な場面やイベント、たとえば引っ越しや転職[12]、異常事態や祝祭空間[8]で元気が出たり、他の体癖ではうろたえてしまうような混乱した状況下でむしろ冷静に行動できる。胸にロマンを秘めたタイプ[3]。時に破滅的行動、殉教者的行動を取ることがある[1]が、行動力がやや乏しいために事を実現するためには他人の援助が必要である。5種が他人とワイワイ騒ぐのを好むのに対して、一人を好む。しかし何事にも他人の援助を必要とするため実際には孤立することは少ない[3]。注意の集注欲求が強く、無意識のうちにヒステリーを起こし体調を崩して周囲の関心を引こうとする傾向があるが、その欲求を相手が認めることでサッと回復する[1]。小さい音がしても勉強できない[4]。非常に良く食べるが、食欲があるというよりも、食べないと体が持たないのではないかと言う不安から食べている場合が多く、この点で3種とは異なる[1]。つねに情報過剰で進歩が速い今の時代は、6種体癖が適応しやすく数が増えつつあるという指摘がある[8][3]。

### 捻れ型（泌尿器型）7種・8種
腰椎3番を中心とした捻る動きに特徴があり、勝ち負けが感受性の中心である。体重のかかり方が捻れていて、左足が前方に体重をかけているなら、右足は後方に体重をかけている。
背骨を捻る動きがやりやすい。負けず嫌いの闘争型でつねに誰かと勝負をしている（ただし、他人と比較されることは嫌いである）。文字を書く時にはまっすぐ書くことができず、身体を斜めにして書くか、紙を斜めにして書く。机や椅子に対して斜めに座る人は捻れ体癖の可能性が高い。天の邪鬼であり、人から言われたことには無意識に反発する。「〜は君にやってほしいけど、無理だろうな」というような逆説的な言い方で挑発されるとかえって反発心が湧いて、結局言うことを聞く。エネルギーが鬱滞すると、後先を考えずに衝動的な行動に出てしまう傾向が強い。武術家、格闘家には圧倒的にこの体癖の人が多いという。身体を捻る動作に関連して、疲れは腎臓に出やすく、汗をかきにくく湿気に弱かったり、尿意を急に催したりする。
- 7種はがっちり型の闘士タイプ。手ごたえを求め、常に表立って誰かと競争している。緊張感がないと満足できず、常に言い過ぎ、やり過ぎの傾向がある[12]。上半身を捻る動きが得意[3]。自分より弱いものには威張るが、自分より強いものにはお辞儀をする[1]。親分肌で浪花節を好む[3]。負けや非を認めたがらず、謝ることが嫌いであり[3]、自分が勝つまでずっとトランプなどをやったりする[3]。見た夢は忘れてしまう[1]。何かを教える場合は、「そういうことをしたら失敗するでしょう」という想像力を使う言い方（上下型には有効であるが）は分からずに反抗するので、実際にやらせてみて「ほら、駄目だったでしょう」と教えるのがよい[1]。「これをやったらこれをあげる、できなかったらあげない」という信賞必罰の指導法を受けることを好む[1]。よく響く声をしているので歌手に多い。四肢の筋肉が発達しており、足首が太い[10]。2種体癖に対して特に攻撃的であるが、9種からは上手にあしらわれこき使われる傾向がある[12]。音楽では音の強弱（ボリューム感）に注力しがち。
- 8種はやはり闘争型だが7種とちがって消極的である。外から見ると分かりにくいが、本人の中で密かにライバルに対して闘争心を燃やしている。したがって他人と比較することによってその競争心を刺激すると無類の力を発揮するが、同僚などと比べると、相手を憎く思うことがあるため、歴史上の人物と比較するとよいという[1]。下半身を捻る動きが得意[3]。話を誇張してどんどん大きくする傾向がある[1]。不潔・劣悪な環境に強い[12]。逆境に強く、ふつうの人ができないことや避けようとする地味なことをあえてコツコツとやろうとするボランティア精神がある[3][8]が、褒められても素直に喜べない[10]。すごく変わったものが好きな人が多い[10]。正義感や同情心が強く、敗者や弱者、駄目男にも惹かれ易い[3][12]。お世辞や冗談をあまり言わない[3][12]。水分の排出能力が弱くむくみ気味で、汗をかきにくいか、あるいは大汗かきである[12]。四肢よりもお尻にボリュームがある[12][8]。

### 開閉型（骨盤型・生殖器型）9種（閉型）・10種（開型）
腰椎4番でバランスを取り、愛憎の情が感受性中心である。
世話好きで人の面倒を見たがるが、自分が人に世話になるのは好まない。原始的・野性的で直感が冴えているタイプ。
- 閉型（へいけい）9種は、凝り性・完璧主義で、天才的な発想ができる。執念深いところがある（『100年の恨み』というように過去にあったことをいつまでも覚えている[1]。他人から指示を受けても、なぜそうする必要があるのか、自分が完全に納得しない限り動かない[1]。納得できないことが続くと、次第にその感情が内向して溜まっていき、鬱滞したエネルギーが凝固し、どこかで爆発することになる[1]。またあまりに完成度にこだわるゆえにどこか仕事の完成を恐れる傾向がある[5]）。好きなことであれば飽きずに何度でも繰り返すことができる強い執着性がある（関心のあること以外には目もくれないため All or Nothing という言葉は9種にぴったりである[1]）。勘が鋭く細部にまで気がつく職人気質であり、指導者としては厳しくなることが多く、一方人から頼られると放っておけないところもある[12]（しつこく面倒を見すぎて嫌がられることもある[10]）。味方と敵との区別を独断ではっきりもっている。非常に集中力が強く長時間持続する[1]。空間的な緊張感がきわめて強い[8]。オタクにはこの体癖が非常に多いとされる（その次に1種が多いとされる）[12]。睡眠時間は短い（二度寝でかえって不調となる）。動作のテンポが非常に速い。10種と異なり、身内の世話を見るのが好き。かかとをつけてしゃがむ姿勢が得意で、この姿勢で頭がよく働くために和式便所に長く入ることを好む人が多い[1]。部屋の隅にいるのを好む[12]。音楽を聴く時は、音が鳴っているところよりも間（ま）や裏拍に注意がいく[1][8]。頭の幅は狭く、すねは短く内股気味、胸板は厚め、骨盤は狭く厚い[10]。太りにくい体質。
- 開型（かいけい）10種は、親分肌の傾向があり、他人をひきつける華やかさをもつ。プレゼント好きで気前がよい。大変な世話好きで、対象も人間に限らずネコなどを拾って育てている人も多い[5]（逆に世話をみるべき相手がいないと鬱滞する。自分の体調が悪い時であっても、病人を抱え込んだり、野良猫を拾ったりして世話をするとむしろ体力が出て来る[1]）が、身内に対しては無頓着な傾向にある。9種がかなり厳しいのに対して、10種は寛容である。聞き上手だが、9種と対照的に非常に忘れっぽい[1]。出産後に太ることが多く、後ろから見るとお尻が大きいが平らで、横から見ると薄い形をしている[1]。体重は両足の外側と後ろ側に偏るが、しゃがむときだけは内側に偏る[1]。腸骨が開いてからだが弛緩した状態[1]。動作のテンポはゆったりとしている。両足を腸骨の幅に広げた状態で、かかとをつけたまましゃがむことができず後ろにひっくり返る[1]。部屋の中央や、人の輪の中心にいるのを好み、注目を集めることで発散する[12][8]。ストレスがあるときは延々と長話をすることで発散しようとする[1]。極みがない「○○道」などの修行・稽古を好む[10]。

### 遅速型 11種・12種
1種から10種が偏り傾向の種類であるのに対して、遅速型については身体の反応のしかたの敏感度や速度に注目しており、著しく過敏なタイプと遅鈍なタイプをそれぞれ特に11種および12種体癖と呼んでいる。
- 過敏型 11種 からだの反応が過敏なタイプ。ちょっとしたことですぐ体調を崩す。ただし、虚弱なようで大病にはなりにくい[12]。体重の偏りは一定せず、測るたびに移動する[1]。他者との共鳴性が高く、相手の意識や身体状況を感じ取りやすい[12][10]。優柔不断で人から頼まれると断れない[12]。見知らぬ人から突然話しかけられたり、お説教されたりする[12]。例えるなら、猫のような性格の人が多い。
- 遅鈍型 12種 からだの反応が鈍いタイプ。病気になりにくいが、だから安心という訳でもなく突然大病になるケースが多い。体重の偏りは一定不変で、何年経っても同じ結果になる[1]。

## 複合体癖
2つまたは3つの体癖が個人の中に混じっていることはめずらしくないとされる。その場合に、顔と胴体がそれぞれ別の体癖の特徴を表していたり、体型から分かる体癖のほかに別の体癖が隠れていたりする。また高潮時つまり元気な時に奇数体癖が表れ、低潮時つまり元気のないとき偶数体癖が表れて、体癖が交互に周期的に入れ替わるということも珍しくないという。こうしてひとつの個人の中に互いに矛盾したような性質が両立する。野口の著作の中では明記されていないようだが、文献によると、たとえば1種と2種のように、同じ上下型の中の奇数体癖と偶数体癖が混ざることはない、としている。複合体癖については文献の下巻に詳しい。

## 体癖分析と分析者自身の体癖の影響
身体の重心の偏りは、前述の体重配分計で測ることが可能である。しかし、体癖を判断したい対象の人々にみな体重配分計で測定してもらうことは難しい。実際には前述のように体格や姿勢、動作の特徴を観察して分析・推測する機会が多くなるが、素人であれば当然のこと、プロフェッショナルといえども観察者自身の体癖によって多少なりとも対象者の観察眼と分析結果に偏りが生じてしまう点に留意する必要がある。体癖論をまとめあげた野口自身は9種体癖であるが、9種体癖は3種体癖を苦手とする傾向があり、野口の著書にさえ3種体癖を執拗に論う内容が散見されるとの指摘がある。
分析力を鍛えていくときには、最初に自分と人間関係の薄い（先入観や利害関係が少ない）人物からはじめ、次第に自分と関連の深い他人へ、最後に自分自身を分析してみるとうまく上達するとされる（自分自身は、認めたくない体癖であってほしくないものである）。
また、他人や自分について体癖を理由に性格や生き方などを決めつけることは野口整体の本意ではなく、活元運動や整体法（操法）によって、好ましくない面を健康的で良好な状態に保ったり、自らの体癖の長所をうまく生かして良好な人間関係を構築したりすることが重要とされる。